# Hemileia vastatrix

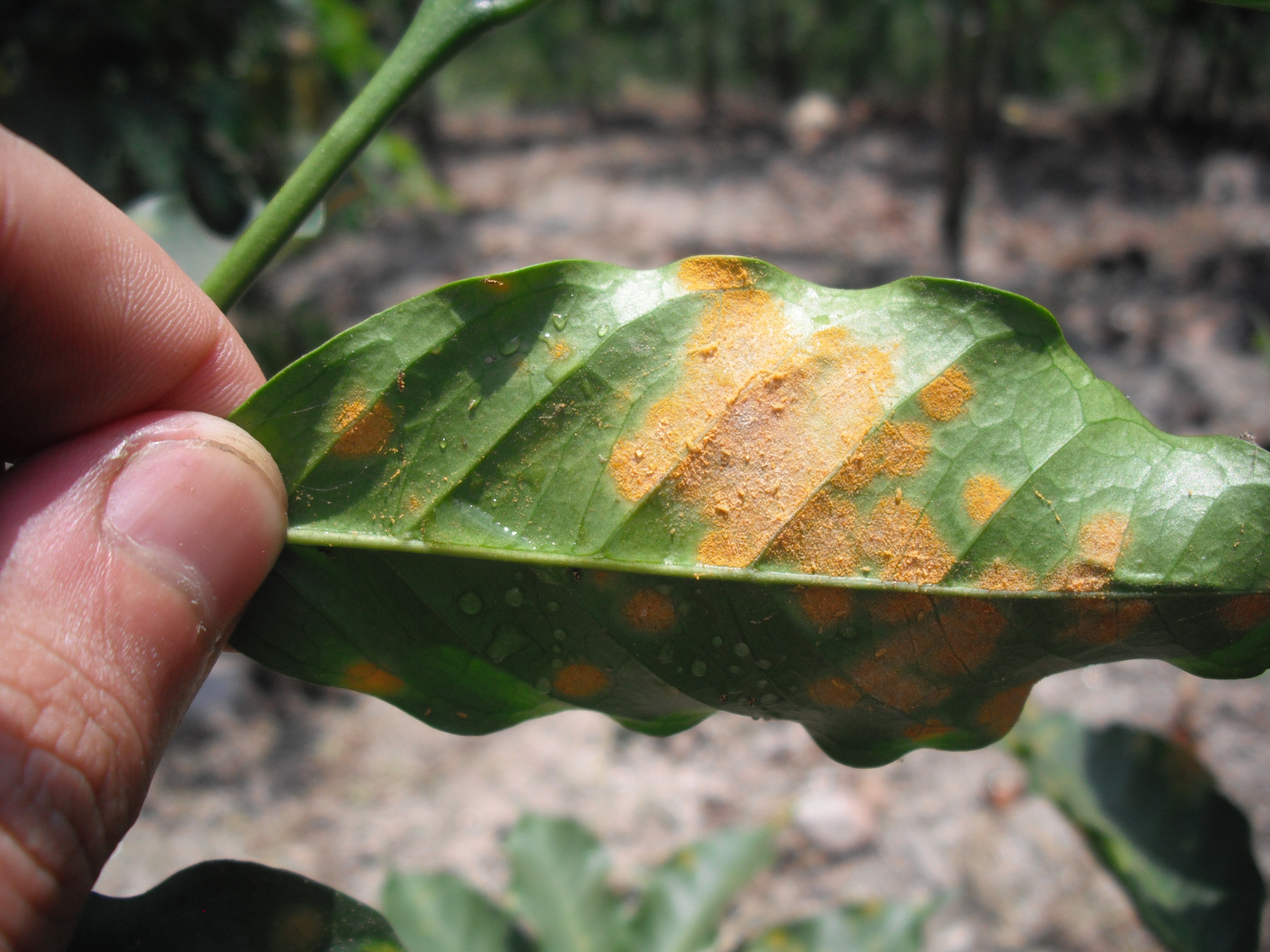
Los síntomas severos de la roya en la hoja de cafeto

Hemileia vastatrix es un hongo del orden Pucciniales (también conocidos como Uredinales) que causa la roya en las hojas de café (CLR, por sus siglas en inglés), una enfermedad que en épocas de altas epidemias, devasta las plantaciones de café . El cafeto sirve como el huésped obligado de la roya donde el hongo debe tener un contacto físico con la planta de café (Coffea sp.) para poder sobrevivir.

## Morfología
El micelio de los uredinios es amarillento-anaranjado y de aspecto polvoriento. Aparece en el envés de las hojas como puntos de más o menos 0,1 mm de diámetro. Las lesiones recientes son manchas verdes o amarillos claras de apenas unos cuantos milímetros de diámetro. Con el tiempo las lesiones crecen hasta tener un diámetro de varios cm. Las Hifas son conformaciones entre grupos  con numerosas extremidades y pedicelos abrumados donde son producidos grupos de urediniosporas.
Los telios son pálidos y amarillentos, las teliosporas a menudo son producidas en la uredinia; las teliosporas tienen más o menos una forma de esférica a limoniforme, 26–40 × 20–30 µm de diámetro, la membrana hialina es amarillenta, lisa, tiene 1 µm grueso, donde es más gruesa en el ápice, en el pedicelo de la  hialinae.
Las urediniosporas tienen más o menos un tamaño de 26-40 x 18-28 µm, con una pared amarillenta pálida de hialina, con un tamaño de 1–2 µm de grueso, fuertemente verrugosa en el lado convexo, liso en el lado recto o cóncavo, las verrugas frecuentemente más largas (3-7µm) encima bordes de espora.

## Ciclo de Vida
La diseminación se da a través de esporas que se visualizan como un polvo amarillo o naranja en el envés de la hoja.
La espora una vez depositada en el envés de la hoja emite 4 tubos germinativos en un período de 6 a 12 horas, estos tubos crecen hasta encontrar los estomas de la hoja. Allí el hongo requiere agua, poco luminosidad y temperaturas inferiores a 28 °C.
Una vez ha penetrado en la hoja el hongo empieza a extraer los nutrientes por lo que las células parasitadas pierden su coloración verde y se perciben cloróticas y amarillas. Después el hongo está lo suficientemente maduro para iniciar un nuevo  ciclo, sin embargo el hongo es policíclico, es decir que si hoy infecta una espora en una hoja, otra espora puede infectar otra hoja en uno o dos días y entonces hay desarrollo de la enfermedad al mismo tiempo.

## Herramientas tecnológicas para el diagnóstico
Recientemente, se han desarrollado herramientas tecnológicas para el diagnóstico temprano de la roya. El método consiste en utilizar redes de sensores inalámbricas, técnicas de sensado remoto y aprendizaje profundo para detectar etapas tempranas de la roya.